# Louis Barbey

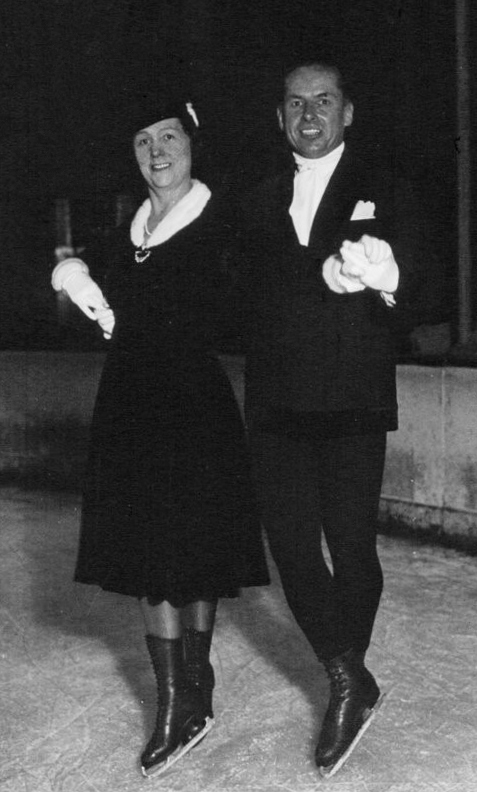
Elvira och Louis Barbey 1932.

Louis Barbey, född 10 november 1888, död 28 oktober 1978, var en schweizisk idrottare som var aktiv inom konståkning under 1920-talet. Han medverkade vid olympiska spelen i Saint Moritz 1928. Han kom på 11:e plats i par tillsammans med Elvira Barbey.